# Subucula
Die Subucula (auch Tunica intima) war in der römischen Antike, insbesondere der Kaiserzeit, ein Kleidungsstück, das unter einer weiteren Tunika als Unterhemd getragen wurde. Seit dem 4. Jahrhundert war sie immer aus Leinen.
Darüber hinaus wird unter Subucula auch die Tunicella der liturgischen Gewänder verstanden.

## Einzelbelege
1. ↑  Ingrid Loschek, Gundula Wolter: Reclams Mode- und Kostümlexikon. 6. Auflage. Reclam, Stuttgart 2011, ISBN 978-3-15-010818-5, S. 496.